# بخش براون (شهرستان دلاور، اوهایو)
بخش براون (به انگلیسی: Brown Township) یک منطقهٔ مسکونی در ایالات متحده آمریکا است که در شهرستان دلاویر، اوهایو واقع شده‌است.
 بخش براون ۶۶٫۵ کیلومتر مربع مساحت و ۱٬۴۱۶ نفر جمعیت دارد و ۲۸۷ متر بالاتر از سطح دریا واقع شده‌است.